# 不丹共產黨（馬列毛）
不丹共產黨（马列毛）是不丹的一个地下共产主义政黨。该党的目標是通过新民主主义革命推翻不丹君主政體和旺楚克王朝。该党的下属武装组织是不丹猛虎力量，據估計，该组织有600—1000名骨干成员。2008年3月，不丹当局開始拘捕该党成员，並于2010年正式查禁該黨。

## 历史
在1990年代，不丹政府的文化政策引起洛昌人的不滿，政府驅逐抗議者至西部邊境，一些難民在尼泊爾東部成立難民營。叛亂團體在難民營如雨後春筍般湧現，其中包括不丹共產黨（马列毛）。 2003年4月22日（列宁诞辰），在尼泊尔共产党（毛主义）的网站上召开了第一次新闻发布会。 在2007年開始武裝活動，在2008年宣布“人民戰爭”開始。

## 意識形態
2003年，该党对政府提出十點纲领。 其意识形态来自毛泽东，該党寻求将尼泊尔难民遣送回国，該党认为不丹应该成为一个主权民主国家。 該党也试图将不丹转变为共和国。

## 国际关系
不丹毛派和尼泊尔毛派有联系，不丹毛派认为尼泊尔毛派鼓舞了他们。据警方称，该党和印度东北部的阿萨姆联合解放阵线和波多民族民主阵线有联系，并从那些团体得到训练，包括炸弹制作。